# Toyokazu Nomura
Toyokazu Nomura (jap. 野村豊和, Nomura Toyokazu; * 14. Juli 1949 in Kōryō, Präfektur Nara) ist ein ehemaliger japanischer Judoka. Er gewann eine olympische Goldmedaille und einen Weltmeistertitel.

## Sportliche Karriere
Der 1,63 m große Toyokazu Nomura begann seine Karriere im Leichtgewicht, damals die leichteste Gewichtsklasse (bis 63 Kilogramm). Bei den Weltmeisterschaften 1969 in Mexiko-Stadt besiegte er auf dem Weg ins Finale Sergei Suslin aus der Sowjetunion und den Südkoreaner Kim Sang-chul. Im Finale unterlag er seinem Landsmann Yoshio Sonoda. Zwei Jahre später bei den Weltmeisterschaften 1971 in Ludwigshafen bezwang er Sergei Suslin und den Südkoreaner Choi Jong-sam und erreichte das Finale, diesmal unterlag er seinem Landsmann Takao Kawaguchi.
1972 wechselte Toyokazu Nomura ins Halbmittelgewicht, damals die Gewichtsklasse bis 70 Kilogramm. In dieser Gewichtsklasse siegte er bei den Asienmeisterschaften in Kaohsiung, im Leichtgewicht gewann Kawaguchi. Beide Judokas wurden für die Olympischen Spiele 1972 in München nominiert. Nach einem Freilos in der ersten Runde bezwang Nomura im Achtelfinale den Taiwaner Wang Jong-She in 57 Sekunden. Im Viertelfinale benötigte er gegen den Antal Hetényi 3:12 Minuten. Das Poolfinale gegen den Polen Antoni Zajkowski war nach 3:40 Minuten entschieden. Nomuras Gegner im Halbfinale war Anatolij Nowikow aus der Sowjetunion, der nach 3:39 Minuten geschlagen war. Im zweiten Halbfinale besiegte Zajkowski Dietmar Hötger aus der DDR durch Kampfrichterentscheid (yusei-gachi). Somit trafen Zajkowski und Nomura im Finale ein zweites Mal aufeinander, nach 27 Sekunden beendete Nomura den Kampf. Nomura hatte alle seine Kämpfe durch Ippon gewonnen und war Olympiasieger. Einen Tag später gewann Kawaguchi das Leichtgewicht.
Bei den Weltmeisterschaften 1973 in Lausanne gewann Anatolij Nowikow sein Poolfinale gegen Toyokazu Nomura, im zweiten Poolfinale siegte Nomuras Landsmann Kazuo Yoshimura gegen Dietmar Hötger. In der Hoffnungsrunde qualifizierten sich auch Nomura und Hötger für das Halbfinale. Im Halbfinale bezwang Nomura seinen Landsmann, Hötger besiegte Nowikow. Das Finale gewann Nomura, Hötger erhielt die Silbermedaille.
Toyokazu Nomuras Neffe Tadahiro Nomura gewann als erster und bis 2016 einziger Judoka drei olympische Goldmedaillen.